# Serie B 1958-1959 (pallacanestro maschile)
Il campionato di Serie B di pallacanestro maschile 1958-1959 è stato il quarto dall'ultima riforma dei campionati. Sono iscritte 40 squadre raggruppate in 4 gironi da 10 squadre ciascuno. In vista dell'allargamento della Serie A a 40 squadre, vengono promosse nella serie superiore le prime quattro classificate di ogni girone. Le prime classificate si incontreranno in un concentramento a 4 per il titolo nazionale della Serie B
La vittoria valeva due punti, la sconfitta uno.

## Stagione regolare

### Girone A[1]
|  |     | classifica finale 1958-1959 | Pt | G  | V  | P  | PtF  | PtS |
|  | --- | --------------------------- | -- | -- | -- | -- | ---- | --- |
|  | 1.  | CRDM La Spezia              | 33 | 18 | 15 | 3  | 901  | 802 |
|  | 2.  | CUS Genova                  | 31 | 18 | 13 | 5  | 1041 | 858 |
|  | 3.  | Pirelli Milano              | 31 | 18 | 13 | 5  | 886  | 829 |
|  | 4.  | Amatori Carrara             | 27 | 18 | 9  | 9  | 844  | 834 |
|  | 5.  | Canottieri Milano           | 27 | 18 | 9  | 9  | 972  | 960 |
|  | 6.  | Ginnastica Torino           | 25 | 18 | 7  | 11 | 871  | 917 |
|  | 7.  | Nico Monza                  | 25 | 18 | 7  | 11 | 851  | 915 |
|  | 8.  | Pasta Combattenti Cremona   | 24 | 18 | 6  | 12 | 941  | 969 |
|  | 9.  | SC Sanremo                  | 24 | 18 | 6  | 12 | 864  | 966 |
|  | 10. | SGC Sampierdarenese         | 23 | 18 | 5  | 13 | 839  | 963 |

### Girone B
Vinto dalla Sant'Agostino Bologna.
Promosse in Serie A: Safog Gorizia; CUS Modena; Folgore Treviso
Unione Sportiva La Torre
U.S. Muggesana
Pallacanestro Bassano
Sangiorgese Basket
CRDA Monfalcone
CUS Ferrara

### Girone C
Vinto dalla Permaflex Pistoia.
Promosse in Serie A: Mens Sana Siena; Atletica Montecatini; Esperia Cagliari; Affrico Firenze
CUS Pisa
Juventus Pontedera
CUS Roma
Cestistica Orvietana
Virtus Siena

### Girone D
|  |    | Classifica finale 1958-1959 | Pt | G  | V  | P  | PtF | PtS |
|  | -- | --------------------------- | -- | -- | -- | -- | --- | --- |
|  | 1. | Polisportiva Messina        | 27 | 16 | 11 | 5  | 873 | 703 |
|  | 2. | Folgore Nocera              | 27 | 16 | 11 | 5  | 663 | 651 |
|  | 3. | Juventus Caserta            | 26 | 16 | 10 | 6  | 725 | 685 |
|  | 4. | Grifone Catania             | 26 | 16 | 10 | 6  | 681 | 682 |
|  | 5. | Cestistica Foggia           | 23 | 16 | 7  | 9  | 805 | 843 |
|  | 6. | Scalfaro Catanzaro          | 22 | 16 | 6  | 10 | 698 | 688 |
|  | 7. | Libertas Benevento          | 22 | 16 | 6  | 10 | 729 | 751 |
|  | 8. | Vasco Monopoli              | 22 | 16 | 6  | 10 | 663 | 741 |
|  | 9. | Libertas Palermo            | 21 | 16 | 5  | 11 | 811 | 903 |

Vinto dalla Polisportiva Messina (allenatore Gianni Buonanno; in formazione Antonio Isola, Francesco Griffanti Bartoli, Jannello, Panarello, Migneco, Calamarà, Donato) dopo lo spareggio contro la Folgore Nocera. Al terzo posto si erano classificate a pari merito Grifone Catania e Caserta.
- Libertas Puteoli (?)

#### Calendario
| Prima giornata |           |       |
| ?? ???. 1959   |           |       |
| __-__          | ?-?       | __-__ |
| __-__          | ?-?       | __-__ |
| __-__          | ?-?       | __-__ |
| __-__          | ?-?       | __-__ |
|                | Riposa: ? |       |

| Quarta giornata | Quarta giornata | Quarta giornata | Quarta giornata | Quarta giornata | ?? ???. 1959 |  |  |
| __-__           | ?-?             | __-__           |                 |                 |              |  |  |
| __-__           | ?-?             | __-__           |                 |                 |              |  |  |
| __-__           | ?-?             | __-__           |                 |                 |              |  |  |
| __-__           | ?-?             | __-__           |                 |                 |              |  |  |
|                 | Riposa: ?       |                 |                 |                 |              |  |  |

| Settima giornata |                      |       |
| 15 feb. 1959     |                      |       |
| __-__            | Grifone-Pol. Messina | __-__ |
| __-__            | Nocera-Caserta       | __-__ |
| __-__            | Scalfaro-Monopoli    | __-__ |
| __-__            | Foggia-Lib. Palermo  | __-__ |
|                  | Riposa: Benevento    |       |

| Seconda giornata |                       |              |
|                  |                       | 22 mar. 1959 |
| __-__            | Benevento-Foggia      | 60-64        |
| __-__            | Nocera-Scalfaro       | 22-51        |
| __-__            | Grifone-Lib. Palermo  | 39-59        |
| __-__            | Pol. Messina-Monopoli | 28-30        |
|                  | Riposa: Caserta       |              |

| Quinta giornata | Quinta giornata | Quinta giornata | Quinta giornata | Quinta giornata | ?? ???. 1959 |  |  |
| __-__           | ?-?             | __-__           |                 |                 |              |  |  |
| __-__           | ?-?             | __-__           |                 |                 |              |  |  |
| __-__           | ?-?             | __-__           |                 |                 |              |  |  |
| __-__           | ?-?             | __-__           |                 |                 |              |  |  |
|                 | Riposa: ?       |                 |                 |                 |              |  |  |

| Ottava giornata | Ottava giornata | Ottava giornata | Ottava giornata | Ottava giornata | ?? ???. 1959 |  |  |
| __-__           | ?-?             | __-__           |                 |                 |              |  |  |
| __-__           | ?-?             | __-__           |                 |                 |              |  |  |
| __-__           | ?-?             | __-__           |                 |                 |              |  |  |
| __-__           | ?-?             | __-__           |                 |                 |              |  |  |
|                 | Riposa: ?       |                 |                 |                 |              |  |  |

| Terza giornata |                           |              |
|                |                           | 29 mar. 1959 |
| __-__          | Benevento-Nocera          | __-__        |
| __-__          | Scalfaro-Grifone          | __-__        |
| __-__          | Lib. Palermo-Pol. Messina | __-__        |
| __-__          | Monopoli-Caserta          | __-__        |
|                | Riposa: Foggia            |              |

| Sesta giornata |                       |       |
| 8 feb. 1959    |                       |       |
| 71-53          | Grifone-Foggia        | __-__ |
| 67-42          | Pol. Messina-Nocera   | __-__ |
| 35-26          | Caserta-Benevento     | __-__ |
| 62-47          | Monopoli-Lib. Palermo | __-__ |
|                | Riposa: Scalfaro      |       |

| Nona giornata |                 |              |
|               |                 | 24 mag. 1959 |
|               | Caserta-Grifone | 29-33        |
| __-__         | ?-?             | __-__        |
| __-__         | ?-?             | __-__        |
| __-__         | ?-?             | __-__        |
|               | Riposa:         |              |

## Finali nazionali per il titolo
| Roma 20 giugno 1959 | CRDM La Spezia | 44 – 39 | Polisportiva Messina | Foro Italico |

| Roma 20 giugno 1959 | S.Agostino Bologna | 40 – 23 | Permaflex Pistoia | Foro Italico |

| Roma 21 giugno 1959 | Permaflex Pistoia | 47 – 42 | Polisportiva Messina | Foro Italico |

| Roma 21 giugno 1959 | CRDM La Spezia | 55 – 41 | Sant'Agostino Bologna | Foro Italico |

| Roma 22 giugno 1959 | CRDM La Spezia | 47 – 44 | Permaflex Pistoia | Foro Italico |

| Roma 22 giugno 1959 | Polisportiva Messina | 45 – 37 | Sant'Agostino Bologna | Foro Italico |

### Classifica
|  |    | Classifica finale 1958-1959 | Pt | G | V | P | PtF | PtS |
|  | -- | --------------------------- | -- | - | - | - | --- | --- |
|  | 1. | CRDM La Spezia              | 6  | 3 | 3 | 0 | 146 | 124 |
|  | 2. | Polisportiva Messina        | 2  | 3 | 1 | 2 | 126 | 128 |
|  | 2. | Permaflex Pistoia           | 2  | 3 | 1 | 2 | 114 | 129 |
|  | 2. | Sant'Agostino Bologna       | 2  | 3 | 1 | 2 | 118 | 123 |

## Verdetti
- Il CRDM La Spezia vince il titolo nazionale di Serie C
- * Promosse in Serie A:  - CRDM La Spezia; Permaflex Pistoia;Sant'Agostino Bologna; Polisportiva Messina; CUS Genova; Pirelli Milano; Amatori Carrara; Safog Gorizia; CUS Modena; Folgore Treviso;  Mens Sana Siena; Atletica Montecatini;Esperia Cagliari; Affrico Firenze; Folgore Nocera; Juventus Caserta; Grifone Catania

## Fonti
Il Corriere dello Sport edizione 1958-59
La Provincia (di Cremona) edizione 1958-59